# Драгнић
Драгнић је насељено мјесто у општини Шипово, Република Српска, БиХ. Према попису становништва из 1991. у насељу је живјело 296 становника.

## Становништво
Према попису становништва из 1991. године, мјесто је имало 296 становника.
| Националност       | 1991.       | 1981. | 1971. |
| Срби               | 65 (21,96%) |       |       |
| Муслимани          | 230 (77,7%) |       |       |
| остали и непознато | 1 (0,34%)   |       |       |
| Укупно             | 296         | '     | '     |